# Neal Cassady
Neal Leon Cassady (Salt Lake City, 8 febbraio 1926 – San Miguel de Allende, 4 febbraio 1968) è stato uno scrittore statunitense.
Fu un protagonista della Beat Generation.

## Biografia
Nacque nel corso di un viaggio dei suoi genitori, ma ben presto rimase orfano di madre, e visse, con il proprio padre alcolizzato, a Denver.
Più volte arrestato per furti d'auto, nel 1946 si trasferì a New York, dove incontrò tutti i più importanti scrittori Beat.
Cassady si sposò tre volte: prima con LuAnne Henderson, una bionda quindicenne divenuta musa di altri artisti appartenenti alla Beat Generation, successivamente con Carolyn Robinson, dalla quale ebbe tre figli, per poi separarsene e sposare un'altra donna da cui avrà un altro figlio.
Cassady ha raccontato tutta la sua storia nella sua autobiografia, The First Third (in Italia stampata nel 1980 col titolo Vagabondo e nel 1998 col titolo I Vagabondi), a cui lavorò tra il 1948 ed il 1954.
Cassady morì nel 1968 in Messico: lo scrittore, al termine di una festa di matrimonio tenutasi il 3 febbraio a San Miguel de Allende (Guanajuato), si incamminò lungo i binari della ferrovia per raggiungere la città più vicina, indossando solo un paio di jeans e una t-shirt. La notte era però fredda e piovosa, e Cassady, addormentatosi, entrò in coma. Fu trovato la mattina dopo dal dottor Anton Black, che lo portò all'ospedale più vicino. Cassady morì poche ore dopo il soccorso.
L'esatta causa della morte rimane tuttora velata di incertezza: i partecipanti alla festa di matrimonio dichiararono che lo scrittore durante la serata aveva assunto una notevole quantità di Secobarbital, un potente barbiturico che può facilmente portare all'overdose. Anche se Cassady non era un bevitore abituale, è possibile che qualche brindisi durante la serata abbia aggravato gli effetti del barbiturico. L'autopsia effettuata sul suo corpo, tuttavia, parla di "congestione generale in tutto il sistema": il medico che la effettuò spiegò che non era possibile ottenere indicazioni più precise a causa delle droghe presenti nel cadavere.

## Protagonista diOn the Road
Grazie a Jack Kerouac ed al suo libro Sulla strada (On the Road), è stato uno dei simboli della Beat Generation, essendone infatti, sotto il nome di fantasia di Dean Moriarty, il co-protagonista.
Nel libro di Kerouac è presentato come un uomo folle, in viaggio per gli Stati Uniti d'America alla ricerca del padre alcolista scomparso anni addietro, ma anche in viaggio alla ricerca di qualcosa che non conosce ancora, tra donne e droghe, automobili rubate ed alcool. Un eroe per molti, un uomo pieno di energia innamorato del bebop, che Kerouac descrive accuratamente, esaltandolo e facendone un mito.
A Kerouac ispirò anche un altro lavoro, Visioni di Cody.

## Riferimenti in altre opere

### Cinema
- Nel film Urlo (2010), incentrato sulla vita di Allen Ginsberg, Cassady è interpretato da Jon Prescott.
- Nel film del 2012 On the Road (tratto dal romanzo Sulla strada di Jack Kerouac), il suo alter ego Dean Moriarty è interpretato da Garrett Hedlund.
- Nel film L'ultima volta che mi sono suicidato (The Last Time I Committed Suicide), del 1997, Neal Cassady racconta se stesso durante il 1947 a Denver.

### Letteratura
- In Taccuino di un vecchio sporcaccione, Charles Bukowski descrive la conoscenza con Neal Cassady (nel libro «Neal C.») e la sua prematura morte.
- In Il bardo psichedelico di Neal, Dianella Bardelli immagina le sue ultime ore di vita.

### Musica
- Nel brano Neal and Jack and me dei King Crimson, Neal è Neal Cassady e Jack è Jack Kerouac
- Il brano That's It for the Other One dei Grateful Dead, dall'album Anthem of the Sun, è un tributo a Cassady.
- Il brano Cassidy scritto da Bob Weir, chitarrista dei Grateful Dead, e John Barlow, pubblicato nel 1972 sul disco solista Ace è un omaggio a Neal Cassidy, amico di Weir.
- Il brano di Tom Waits Jack & Neal/California, Here I Come contenuto nell'album Foreign Affairs è un medley jazzistico in cui vengono ricordate le figure di Jack Kerouac e Neal Cassady, oltre alla sua nascita californiana.
- Morrissey, col brano Neal Cassady Drops Dead, dall'album World Peace Is None of Your Business, ha reso un omaggio nostalgico a Cassady e all'esperienza beat americana.

### Altri riferimenti
- CowboyNeal, il direttore di Slashdot, deve il proprio nickname a Cassady ("il cowboy Neal").